# 内河航运

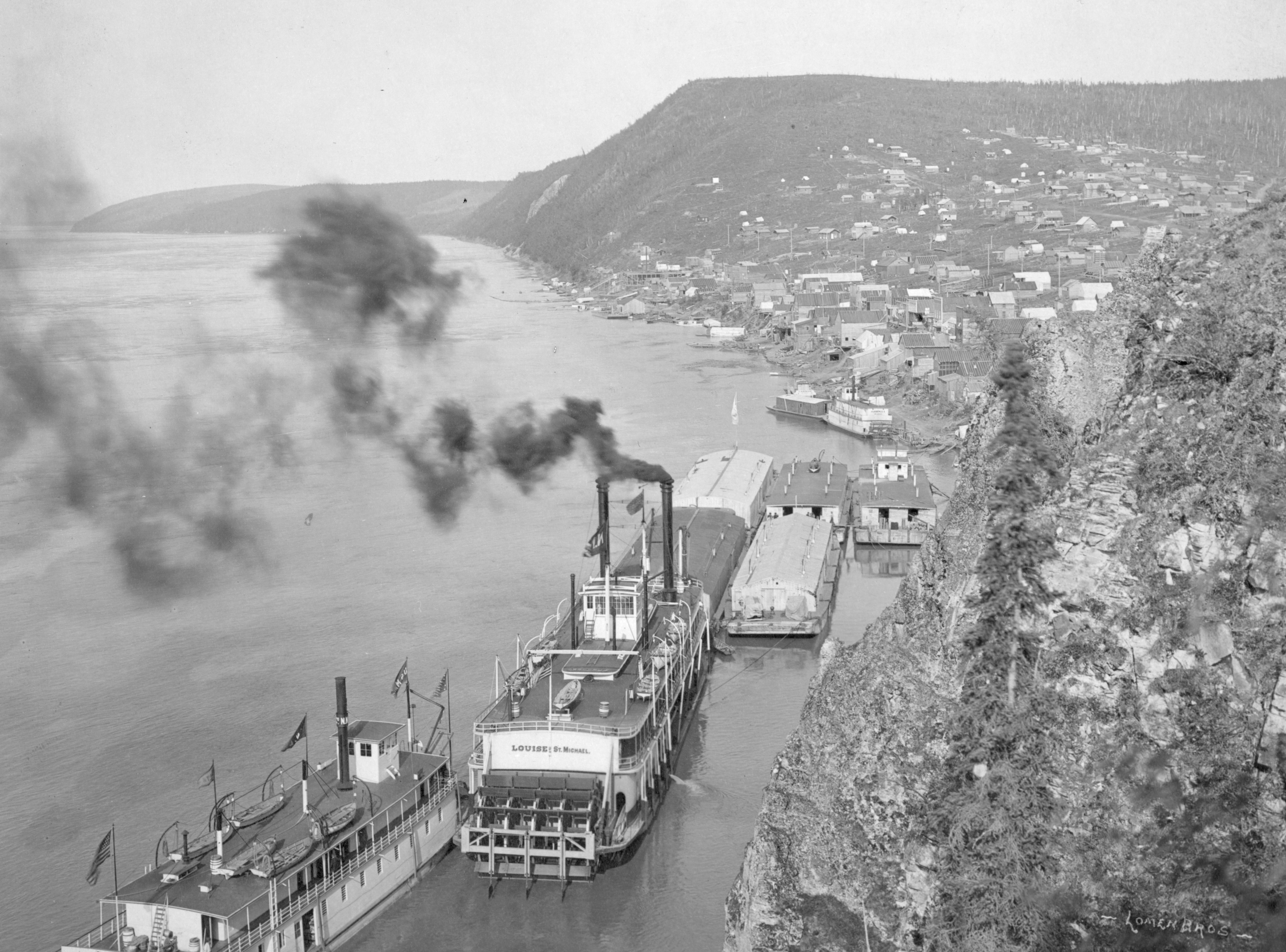
1910年代阿拉斯加州育空河畔鲁比鎮，Louise of St. Michael號

内河航运指用河流、運河、湖泊等內陸水體的水路運輸，常見於北美洲、歐洲、中國等河流網絡發達的地方。

## 各國內河航運

### 美國
美國內河航運由軍方美國陸軍工兵部隊監管。